# Mimikry hos växter
Mimikry hos växter är ett samlingsbegrepp för skyddande likhet hos växter. Det gäller både fysiska och kemiska likheter. Mimikry hos växter har studerats betydligt mindre än mimikry hos djur. Mimikryn kan vara frågan om att skydda sig mot växtätare, men också att locka till pollinering när ingen belöning finns att vänta för pollineraren.
Vanliga typer av mimikry hos växter är Bakers mimikry, Dodsons mimikry, Vavilovs mimikry, Pouyannes mimikry och naturligtvis Bates mimikry.

## Bakers mimikry
Bakers mimikry är en form av automimikry, det vill säga skyddande likhet inom samma art. Det har sitt namn efter den engelske naturalisten och växtfysiologen Herbert G. Baker. Hos växter kan honblommor efterlikna hanblommor av samma art och lura pollinerare på belöning. Hanblommorna innehåller nektar som belöning, men det gör inte honblommorna. Fenomenet är vanligt hos många arter av Caricaceae, en familj av tvåhjärtbladiga växter, som framför allt växer i tropiska regioner av Central- och Sydamerika samt Afrika. Till växtfamiljen räknas bland annat papaya.

## Bates mimikry
Bates mimikry innebär att en ogiftig och relativt försvarslös art imiterar en giftig, oätlig art eller en som är fullt kapabel att försvara sig. Det är den vanligaste formen av mimikry och så pass vanlig att det ofta sätts likhetstecken mellan Bates mimikry och mimikry i allmänhet. 
Huvuddelen av de arter som utövar Bates mimikry är insekter, men den förekommer även hos växter.

## Dodsons mimikry
Dodsons mimikry är uppkallad efter den amerikanske botanikern och taxonomen Calaway Homer Dodson. Också den gäller reproduktiv mimikry hos växter, men här är skilda arter inblandade. Växten imiterar modellartens utseende för att lura pollinatörer att besöka blomman, fastän den inte ger någon belöning i form av nektar. Den efterliknar en art som ger belöning.
Orkidéarten Epidendrum ibaguense, som har sin utbredning i Trinidad, Franska Guyana, Venezuela, Colombia, och norra Brasilien, har blommor som starkt liknar blommorna hos arterna eldkrona och röd sidenört. E. ibaguense pollineras av monarkfjärilar och förmodligen också kolibrier.

## Pouyannes mimikry

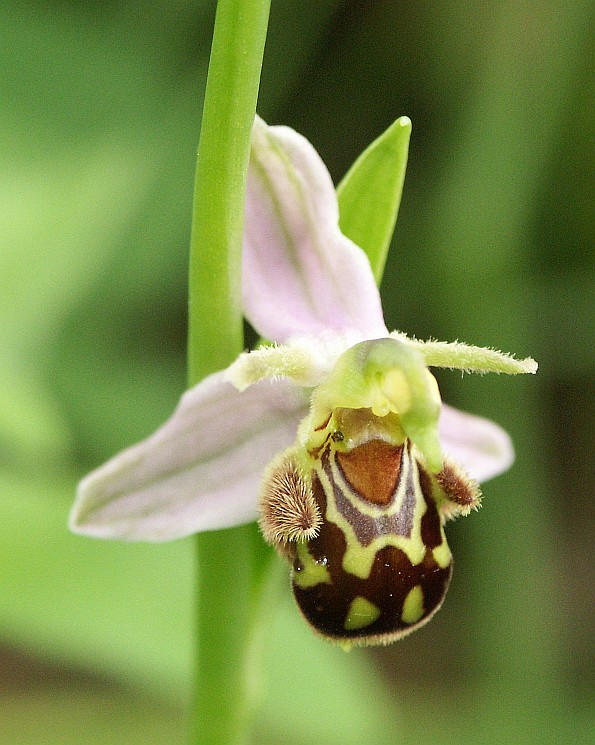
Växt av orkidésläktet Ofrys liknar ett hon-bi och lockar därför till sig han-bin.

Pouyannes mimikry, eller pseudo-kopulation, är också en mimikry som förekommer hos växter. Den har fått sitt namn efter den franska botanikern M. Pouyanne som först beskrev fenomenet, 1916 inom orkidésläktet Ophrys.
Många växter liknar andra organismer, framför allt insekter. Vid Pouyannes mimikry imiterar växten, framför allt orkidéer en hon-insekt, fysiskt, men framför allt taktilt och kemiskt.

## Vavilovs mimikry
Vavilovs mimikry är en aggressiv mimikry, som är av parasiterande karaktär, men som om arterna kan reproducera tillsammans kan bli mutualistisk.
Vissa ogräs har förmåga att genom naturligt urval börja likna odlade växter, vilket gör dem svårare att rensa bort. Just denna variant av mimikry har fått sitt namn efter den ryske botanikern och genetikern, Nikolaj Vavilov, som först beskrev den.
Vavilovs mimikry förutsätter tre faktorer, förutom modellen och mimikry-växten också en operator. Operatorn kan vara människan, något djur eller en maskin. Det har på senare tid föreslagits att även ogräs anpassning till växtgifter ska räknas som Vavilovs mimikry, och i så fall skulle herbicider räknas som operatorer.
Vavilovs mimikry har påtagliga likheter med Bates mimikry på så sätt att ogräset inte delar egenskaperna som ger modellarten dess skydd och både modellen och operatorn påverkas negativt av mimikryn. Det finns dock skillnader: Vid Bates mimikry är modellen och operatorn fiender. Operatorn, predatorn, skulle äta den skyddade arten om det var möjligt, medan vid Vavilovs mimikry befinner sig skörden och människan i ett mutualistiskt förhållande. Däremot befinner sig mimikryn och människan i ett fiendeförhållande.